# David Škoch
David Škoch (* 6. listopadu 1976 Brandýs nad Labem-Stará Boleslav) je bývalý český profesionální tenista specializující se především na čtyřhru. Ve své kariéře vyhrál na okruhu ATP 6 turnajů ve čtyřhře. Trénoval ho Tomáš Hlásek.
V letech 2012–2019 hrál na turnajích okruhu ITF s Petrem Nouzou, v květnu 2019 v Jablonci nad Nisou a v srpnu ve Schlierenu (Švýcarsko). 26. srpna 2019 zaujímal v žebříčku ATP hráčů čtyřhry 826. příčku a po Leandru Paesovi a Nenadu Zimonjićovi byl třetím nejstarším hráčem na okruhu a patrně nejstarším českým profesionálně hrajícím tenistou v daném roce.

## Finálové účasti na turnajích ATP (11)

### Čtyřhra - výhry (6)
| Legenda                                                       |
| ATP International Series Gold / ATP World Tour 500 Series (0) |
| ATP International Series / ATP World Tour 250 Series (5)      |

| Č. | Datum             | Turnaj                 | Povrch | Partner               | Soupeři ve finále                    | Výsledek        |
| 1. | 18. červenec 2004 | Amersfoort, Nizozemsko | antuka | Jaroslav Levinský     | José Acasuso Luis Horna              | 6-0, 2-6, 7-5   |
| 2. | 16. duben 2006    | Valencia, Španělsko    | antuka | Tomáš Zíb             | Lukáš Dlouhý Pavel Vízner            | 6-4, 6-3        |
| 3. | 30. červenec 2006 | Umag, Chorvatsko       | antuka | Jaroslav Levinský     | Guillermo García-López Albert Portas | 6-4, 6-4        |
| 4. | 28. duben 2007    | Dauhá, Katar           | antuka | Jordan Kerr           | Łukasz Kubot Oliver Marach           | 7-64, 1-6, 10-4 |
| 5. | 5. leden 2008     | Casablanca, Maroko     | tvrdý  | Philipp Kohlschreiber | Jeff Coetzee Wesley Moodie           | 6-4, 4-6, 11-9  |
| 6. | 18. srpen 2019.   | Schlieren, Švýcarsko   | antuka | Petr Nouza            | Hunter Johnson Yates Johnson         | 7-5, 6-3        |

### Čtyřhra - prohry (5)
| Legenda                                                  |
| ATP International Series / ATP World Tour 250 Series (5) |

| Č. | Datum             | Turnaj               | Povrch | Partner           | Vítězové                     | Výsledek        |
| 1. | 4. květen 1997    | Praha, Česko         | antuka | Petr Luxa         | Mahesh Bhupathi Leander Paes | 6-1, 6-1        |
| 2. | 25. červenec 2004 | Umag, Chorvatsko     | antuka | Jaroslav Levinský | José Acasuso Flávio Saretta  | 4-6, 6-2, 6-4   |
| 3. | 31. červenec 2005 | Umag, Chorvatsko     | antuka | Michal Mertiňák   | Jiří Novák Petr Pála         | 6-3, 6-3        |
| 4. | 27. květen 2007   | Pörtschach, Rakousko | antuka | Leoš Friedl       | Simon Aspelin Julian Knowle  | 6-76, 5-7, 10-6 |
| 5. | 29. červenec 2007 | Umag, Chorvatsko     | antuka | Jaroslav Levinský | Lukáš Dlouhý Michal Mertiňák | 6-1, 6-1        |

## Postavení na žebříčku ATP ve čtyřhře na konci sezóny
| Rok    | 1992 | 1993   | 1994   | 1995   | 1996   | 1997   | 1998   | 1999   | 2000   | 2001   | 2002  | 2003  | 2004  | 2005  | 2006  | 2007  | 2008  |
| Pořadí | 728. | ▲ 527. | ▲ 315. | ▲ 191. | ▲ 169. | ▲ 157. | ▼ 319. | ▲ 289. | ▲ 167. | ▲ 111. | ▲ 76. | ▲ 60. | ▼ 68. | ▼ 71. | ▲ 48. | ▲ 35. | ▼ 63. |